# Melanoscia occlusa
Melanoscia occlusa là một loài bướm đêm trong họ Geometridae.